# Dictyonemobius howensis
Dictyonemobius howensis är en insektsart som beskrevs av Otte, D. och D.C.F. Rentz 1985. Dictyonemobius howensis ingår i släktet Dictyonemobius och familjen syrsor. Inga underarter finns listade i Catalogue of Life.